# 후시어 스테이트 (열차)
후시어 스테이트(영어: Hoosier State)는 미국 일리노이주 시카고 유니언 역에서 인디애나주 인디애나폴리스 유니언 역까지 운행되는 도시철도이다.

## 개요
이 열차는 암트랙의 노선 중 매일 운행하는 노선으로 2011년 통계에서 37,000명이 이 노선을 이용했다. 이는 2010년 기준으로 10.9%가 증가한 수치이다.

## 사진

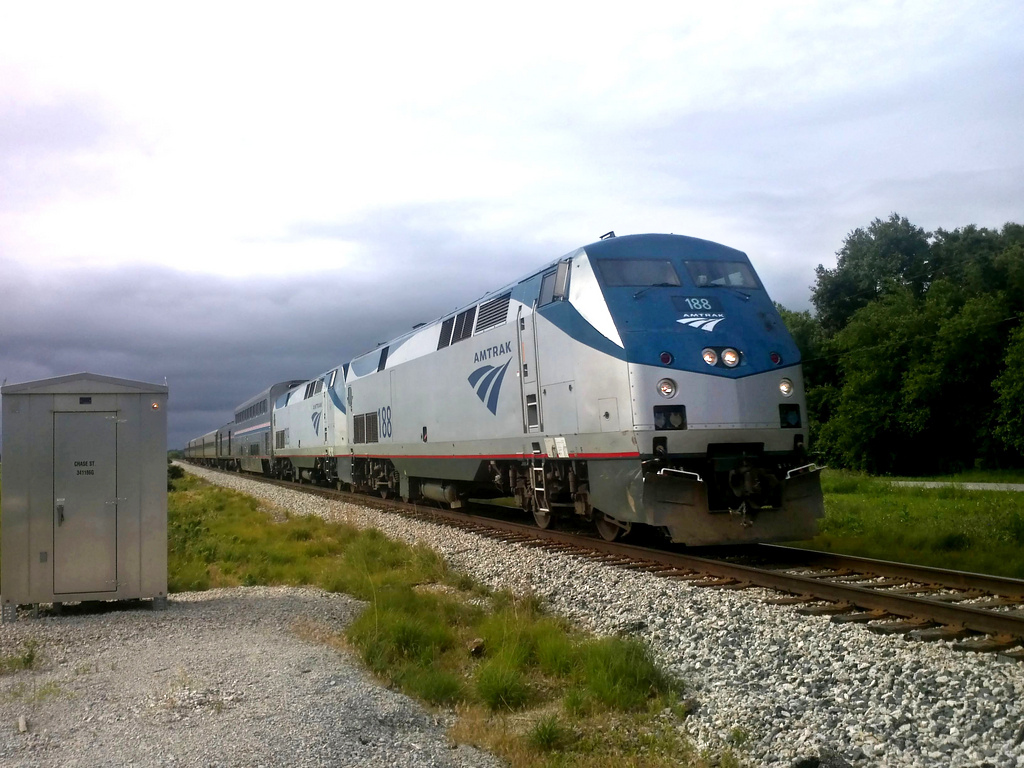